# Tetraclitella karandei
Tetraclitella karandei is een zeepokkensoort uit de familie van de Tetraclitidae. De wetenschappelijke naam van de soort is voor het eerst geldig gepubliceerd in 1971 door Ross.